# Craspedosis cincta
Craspedosis cincta är en fjärilsart som beskrevs av Walker 1864. Craspedosis cincta ingår i släktet Craspedosis och familjen mätare. Inga underarter finns listade i Catalogue of Life.